# Cuộc vây hãm Longwy (1871)
Cuộc vây hãm Longwy là một trận vây trong cuộc Chiến tranh Pháp-Phổ, diễn ra từ ngày 16 cho đến ngày 25 tháng 1 năm 1871, tại pháo đài Longwy gần như biên giới Pháp - Bỉ và Hà Lan - Luxembourg. Sau cuộc pháo kích của quân đội Phổ, cuộc vây hãm đã kết thúc với việc quân trú phòng của Pháp tại Longwy dưới quyền chỉ huy của Đại tá Massaroly đầu hàng quân Phổ dưới quyền chỉ huy của Đại tá Von Cosel. Với chiến thắng này, quân đội Phổ đã thu giữ nhiều tù binh và đại bác (trong đó có nhiều khẩu đại bác đã bị hư hại) của đối phương. Đây là một trong những thắng lợi liên tiếp của quân đội Đức trong một thời gian ngắn trong cuộc chiến tranh. Thị trấn Longwy đã bị hủy hoại nặng trong cuộc vây hãm.
Trong thời gian quân đội Phổ tiến hành các cuộc vây hãm Montmédy và Mézières, họ đã phái các chi đội đến quan sát pháo đài Longwy, và đôi khi thực hiện các chiến dịch chống lại lính franc-tireur của Pháp. Sự liên lạc giữa lính franc-tireur và quân đội Pháp đồn trú tại Longwy đã khiến cho người sĩ quan chỉ huy của pháo đài biết được các vận động của đối phương. Trước tình hình đó, ông cử 2 tiểu đoàn tiến hành kìm chân các chi đội của Phổ tại Tellancourt và Frenois la Montague. Mặc dù quân Phổ bị đột kích và quân Pháp bắt được một số tù binh, quân Pháp đã bị đánh bại trong đêm ngày 26 – 27 tháng 12 năm 1870. Ban đầu, quân đội Đức đã hình thành một chi đội vây hãm Longwy bao gồm lực lượng bộ binh và kỵ binh thuộc dân binh Landwehr do Thiếu tá Bá tước Von Schmettau chỉ huy, nhưng về sau, các đạo quân mang trọng trách vây chiếm Longwy đã kéo đến. Từ cuối tháng 11, quân Phổ dưới quyền của Đại tá Von Cosel đã phong tỏa Longwy, thừa lệnh Trung tướng Georg von Kameke – tư lệnh Sư đoàn Bộ binh số 14 của Phổ. Trong quân đoàn vây hãm của Phổ, Thiếu tá Wolf là người chỉ huy của lực lượng Pháo binh, còn Đại tá Schott được giao phó cho việc điều hành thi công các công trình phục vụ cho cuộc vây hãm của quân đội Phổ. Trong khoảng thời gian từ ngày 16 cho đến ngày 19 tháng 1 năm 1871, để cho quân trú phòng Pháp không biết về sự chuẩn bị của quân Đức cho cuộc tiến công, và thậm chí là để quân Pháp không thể nắm bắt về việc xây dựng các khẩu đội pháo của quân Đức, các khẩu đội pháo dã chiến của Đức đã chiếm giữ các vị trí được yểm trợ bởi khu vực đối diện với pháo đài, và nã đạn vào Longwy. Cuộc công pháo đầu tiên này đã gây cho dân chúng tại thị trấn hoảng loạn và quân trú phòng của Pháp mang cầm khí giới cho đến khi đuối sức. Và, vào ngày 19 tháng 1, quân Đức đã tiến hành cuộc pháo kích của mình.
Sau khi tăng cường phòng ngự, quân Pháp trong pháo đài đã phát động phản pháo. Nhờ có địa hình cao và những công sự kiên cố bằng đá, Longwy đã đứng vững trước càc cuộc pháo kích của người Đức. Tuy nhiên, vào ngày 22 tháng 1, quân đội Pháp không thể ngăn ngừa quân đội Đức xây dựng đường hào ngang của mình, và trong hôm ấy lực lượng Pháo binh Phổ đã gặt hái thành quả. Cuộc pháo chiến giữa hai phe đã tiếp diễn trong vòng nhiều ngày. Trong những ngày cuối, cuộc pháo kích của quân Đức đã trở nên khốc liệt, đẩy quân Pháp vào tình hình hỗn loạn. Cuối cùng, vào ngày 24 tháng 1, khi người Đức đang chuẩn bị cho việc mở rộng đường hào ngang của họ, người Pháp đã thỉnh cầu ngừng bắn để đàm phán về sự đầu hàng của họ. Vào buổi sáng ngày 25 tháng 1, quân đội Pháp tại Longwy đã chính thức đầu hàng. Trong giai đoạn này, quân đội Pháp bại trận ở khắp nơi, và 3 ngày sau khi Longwy thất thủ, thủ đô Paris của Pháp cũng rơi vào tình trạng tương tự.